# Alexander Haritonenko
Alexander Haritonenko (* 10. November 1983 in Dresden) ist ein ehemaliger deutscher American-Football-Spieler.

## Laufbahn
Haritonenko spielte in der Jugend der Dresden Monarchs, von 2002 bis 2006 stand er in der Herrenmannschaft der Sachsen und trat mit dieser in der GFL an. 2005 gelang ihm der Sprung ins vorläufige Saisonaufgebot der Hamburg Sea Devils, im endgültigen Kader stand er dann nicht. Der 1,86 Meter große, in der Offensive Line eingesetzte Dresdner verließ seine Heimatstadt und schloss sich im Vorfeld der Saison 2007 den Berlin Adlern an. In der Saison 2008 spielte er zunächst an der Seite seines Bruders Nic für die Hohenems Blue Devils in Österreich, dann wieder für die Adler. 2009 gewann Haritonenko mit der Hauptstadtmannschaft den deutschen Meistertitel.
2010 stand er erst im Kader der Berlin Rebels, dann folgte der Wechsel zu den Calanda Broncos in die Schweiz. Mit der Mannschaft aus Graubünden wurde er 2011, 2012 und 2013 jeweils Meister und errang zudem 2012 den Sieg im Eurobowl. Er pausierte 2014 und 2015, ehe er zu den Berlin Rebels zurückkehrte.

### Nationalmannschaft
2007 wurde Haritonenko mit der deutschen Nationalmannschaft in Japan Weltmeisterschafts-Dritter.